# 月刊ベイスターズ
月刊ベイスターズ（げっかんベイスターズ、英語表記:MONTHLY FAN MAGAZINE BayStars）は、日本プロ野球のセントラル・リーグに所属するチームの一つ、横浜ベイスターズ（現・横浜DeNAベイスターズ）が毎月1日に発行（前月25日発売）していたファン向け雑誌である（なお、発売は1995年6月号まで株式会社アド・スタジオが、1995年7月号以後休刊までは球団関連会社の株式会社ベイスターズサービスが行っていた）。
売上部数の減少により、2010年12月号（同年11月25日発売）の発行をもって休刊した。

## 概要
球団名がまだ横浜大洋ホエールズだった1979年11月に、隔月誌『横浜大洋』として創刊される。その後、1985年に月刊化されたのを機に題号を『月刊ホエールズ（Whales）』と改めた。更に1993年の球団名変更に伴い、現在の題号となった。なお、表紙のロゴは月刊ホエールズ時代及び月刊ベイスターズ時代の1993年より1994年10月号まで及び2002年4月号以後休刊まで英語のチームロゴが用いられているが、雑誌の題号としてはカタカナ表記が採用されている。
横浜ベイスターズおよび同球団二軍（イースタン・リーグ）の湘南シーレックスの活動を紹介している。球団編集の雑誌ということで以前は持ち上げ記事も多かったが、近年では他球団発行の雑誌と比較して、より多角的な視点で書かれた記事が多くなっていた。
ちなみに、みずしな孝之は同誌の常連投稿者であったことがきっかけで、同誌編集部の勧めでプロ漫画家デビューを果たしており、休刊まで同誌で連載を続けていた。
フランチャイズタウンの横浜市や、その近隣地域においては比較的入手しやすいが、それ以外の地域においてはファンが多くないためか、東京都内などのその周辺地域や地方では大きな書店でも取り扱っていないところが多く、発売も発売日より1～2日遅れることが多かった。これらの地域では、以前は特定の契約書店でしか扱っていなかったが、後年には一般書店における取り寄せも可能となっていたほか、通信販売による購入も可能だった。

## 紙面内容
- 表紙（原則として毎月一人の選手が登場、2月号はドラフト上位指名選手）
- 巻頭カラー（戦力紹介、キャンプフォトレポート、表紙選手のインタビューなど）
- 表紙選手のインタビュー（巻頭カラーでインタビューがない場合）
- 表紙以外の選手のインタビュー（ミニインタビューでページ数が少なめの場合も）
- 月替わりの特集、一軍の活動紹介、ニュースなど
- Monthly SEAREX（シーズン中のみ、二軍の活動紹介）
  - 湘南一番星（二軍で活躍中の選手を一人紹介）
- ベイスターズ、シーレックスの記録（シーズン中のみ）
- みずしな孝之の「ベイスタ流」
- はりきりBAYスターじあむ
  - こむらなるなりのヨコハまにあーな
  - 質問BOXなんでもQ&A（読者から選手への5個の質問に選手が直筆回答。毎月一人登場し二軍選手が取り上げられることが多かった）
  - ザ・お助けマン（読者からのチーム・選手・野球に関する質問に編集部員のお助けマンが回答）
  - ベイスタみ～てぃんぐる～む（読者投稿による感想・意見・イラスト）
  - 4コマ&イラストゼミナール（読者投稿の4コママンガ・選手の似顔絵をこむらなるなりが選評）
- 巻末カラー（日程カレンダー＝シーズン中のみ、OFF TIME、誕生日の選手紹介など）
- 裏表紙（TBSの番組広告やノジマの広告、過去にはマルハの商品の広告やニッポン放送の番組広告）

## 事件
紙面刷新後、やくみつる・山本哲士のコラムが時には球団の体質に対して厳しい批判を寄せるなど広報誌の枠を脱する試みが続けられた。
しかし、2007年に那須野巧投手の超過契約金問題が発覚した際、球団の対応を批判する原稿をやくみつるが執筆したところ、「上層部」の要請による掲載拒否を受けたため、やくは連載を降板した。
同様に山本哲士のコラムも、球団批判に対して球団側および親会社のTBSから抗議を受け、休載を余儀なくされた。

## 過去に扱われていた内容
- はた山ハッチ＆やくみつるの「激笑!Hama Stars」（2007年5月号まで）
- 哲教授の「ベイスターズ応援セミナー」（2007年5月号まで）
- 荒川強啓の「BAY・キャッチ」（山本哲士のコラムと事実上入れ替わる形で2007年9月号より連載開始）
- ニッポン放送のページ（番組紹介など）